# Route 392 (Terre-Neuve-et-Labrador)
Pour les articles homonymes, voir Route 392.
La route 392 est une route tertiaire de la province de Terre-Neuve-et-Labrador d'orientation nord-est/sud-ouest située dans le nord de l'île de Terre-Neuve. Elle est une route faiblement empruntée, reliant la route 390 à Beachside, en se dirigeant vers le nord-est. Elle traverse notamment Little Bay. Route alternative de la 390, elle est nommée Little Bay Road, mesure 24 kilomètres, et est une route asphaltée sur l'entièreté de son tracé.

## Communautés traversées
- St. Patricks
- Little Bay
- Beachside